# Стелюшок середній
Стелюшок середній (Spergularia media) — вид рослин з родини гвоздичних (Caryophyllaceae); зростає у Європі, Північній Африці, Азії.

## Опис
Однорічна рослина 15–30 см. Листки лінійні, м'ясисті. Чашолистки загострені, з вузьким плівчастим краєм, 5–6 мм довжиною; пелюстки рожеві, майже рівні за довжиною чашолистків. Тичинок 10. Коробочки в 1.5–2 рази довше чашечки. Все насіння широко перепончато-крилате. 2n = 18.

## Поширення
Поширений у Європі крім сходу, Північній Африці, Азії від Туреччини й Казахстану до Пакистану й північного Китаю; інтродукований на півдні Африки, у Новій Зеландії, Чилі, США, пд.-сх. Канаді.
В Україні вид зростає на солонцях, солончаках, морському узбережжі — у Лісостепу, рідко; в Степу і Криму, зазвичай.

## Галерея

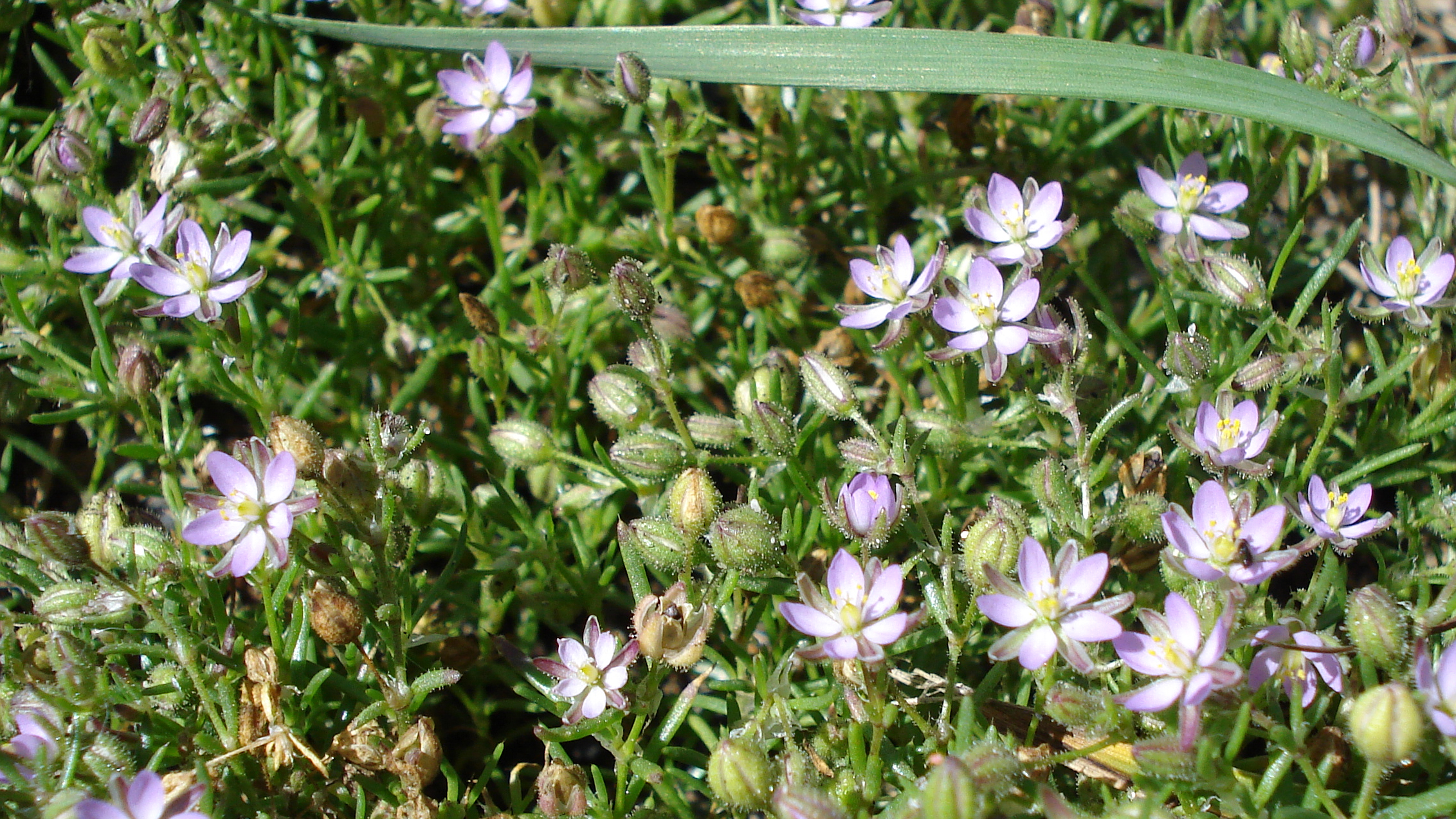
рослини в Онтаріо
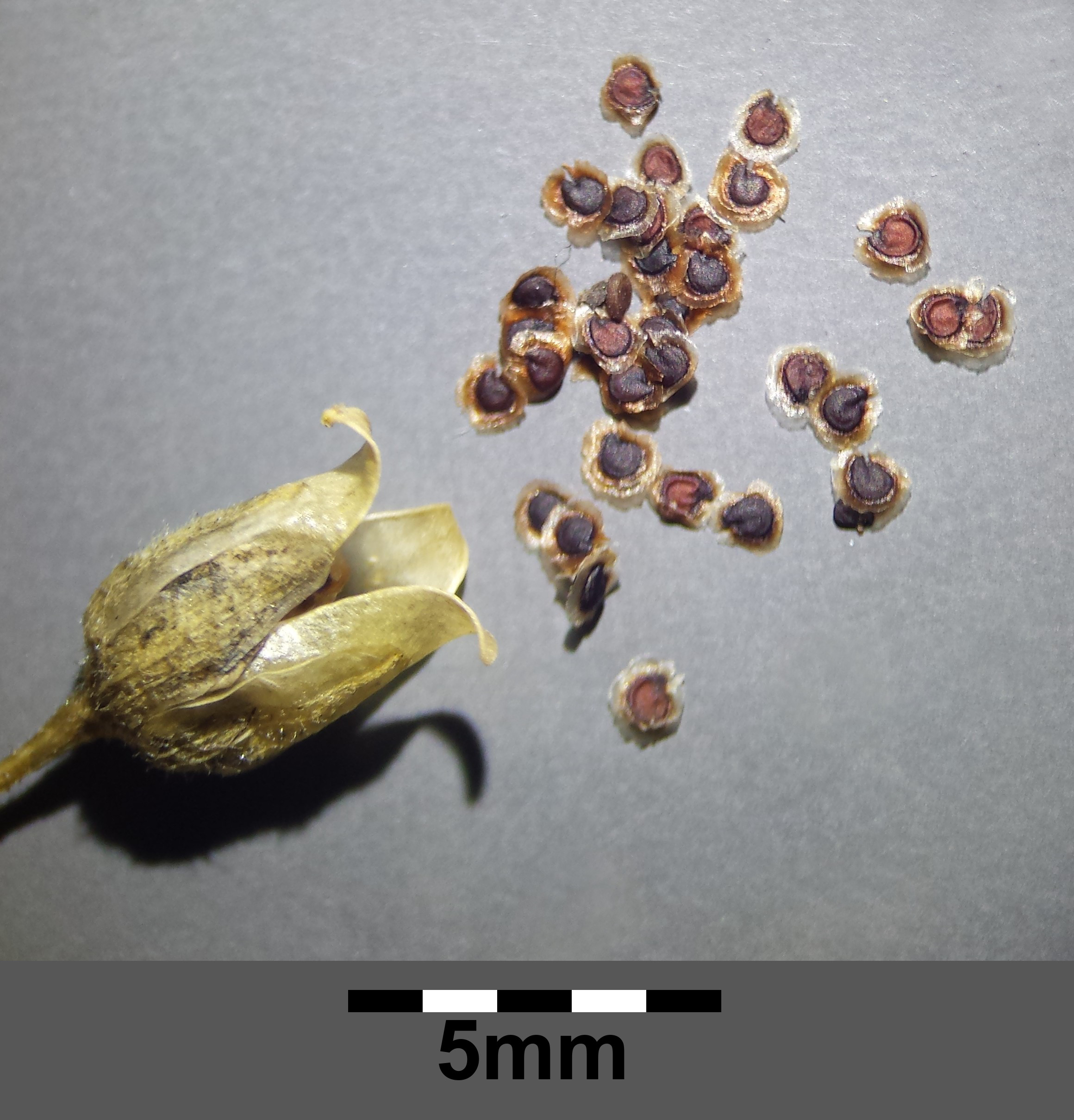
плід і насіння
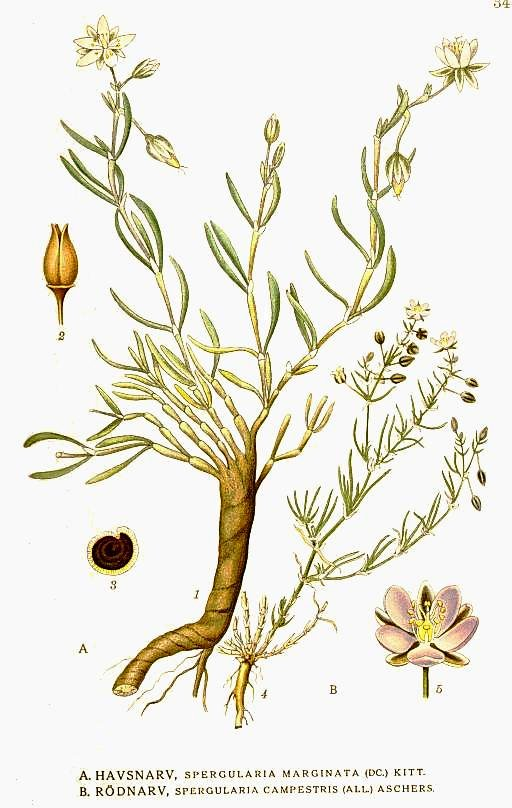
ілюстрація